# Colors (film)
Colors är en amerikansk actionfilm från 1988 i regi av Dennis Hopper. I huvudrollerna ses Sean Penn och Robert Duvall. Trinidad Silva har en biroll.
Filmen handlar om två polismän i Los Angeles. Sean Penn spelar den nybakade knarkspanaren som får lära sig gatans regler av den mer erfarne Robert Duvalls karaktär. Penn förälskar sig i en "homegirl". ICE T har gjort filmmusiken.

## Inspelningsplatser

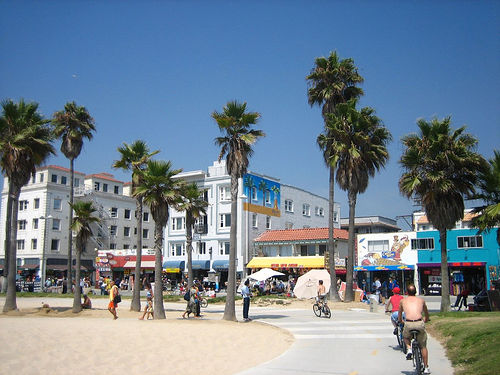
Venicestranden

- South Los Angeles
- Compton
- East Los Angeles
- San Pedro
- Watts
- Venice

## Rollista

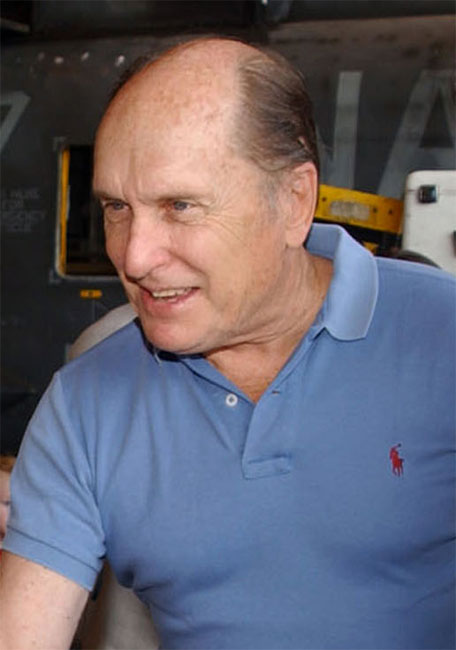
Robert Duvall

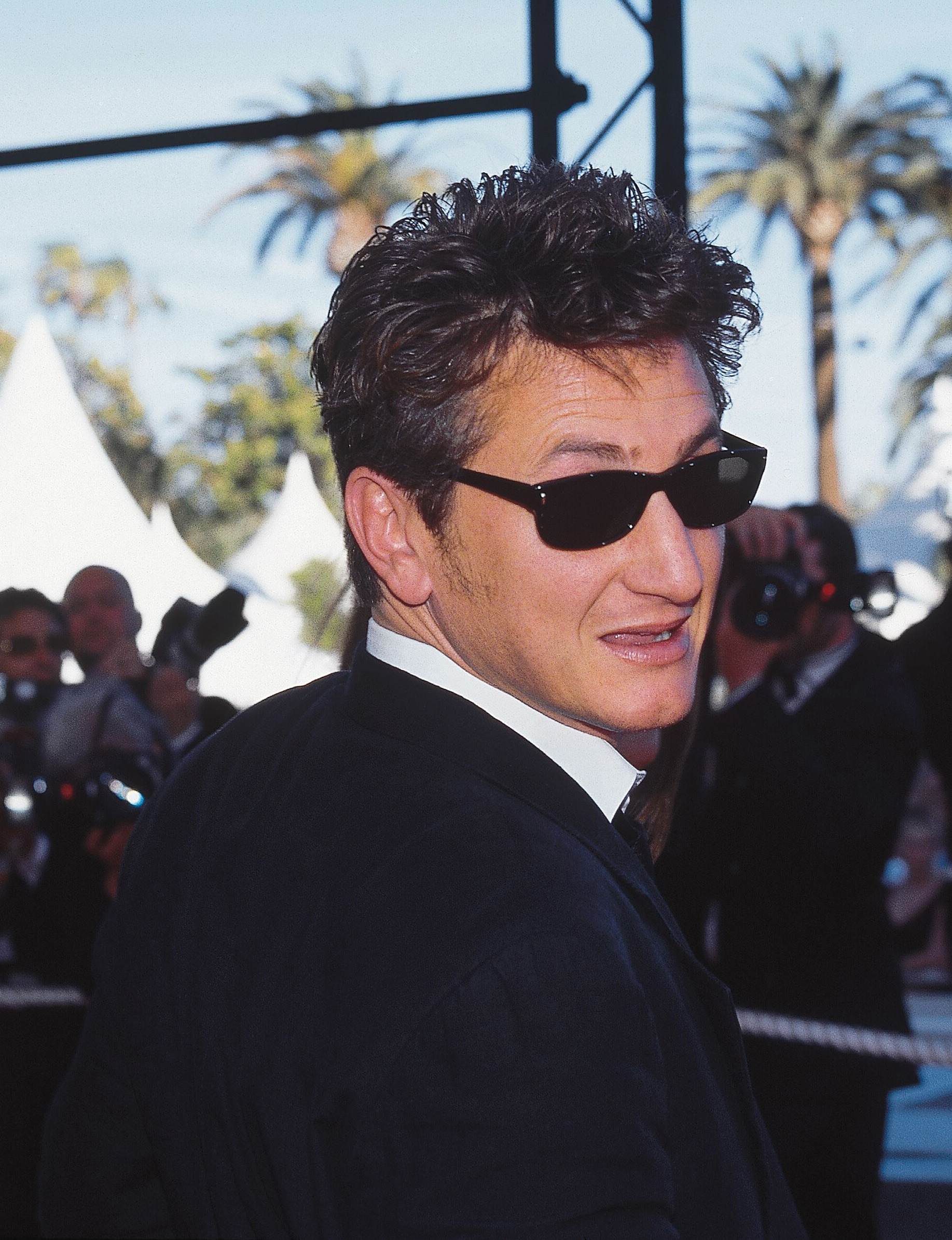
Sean Penn

- Robert Duvall som Officer Bob Hodges
- Sean Penn som Officer Danny McGavin (nicknamed Pac Man)
- Glenn Plummer som Clarence 'High Top' Brown
- Grand L. Bush som Larry Sylvester (smeknamn Looney Tunes)
- Don Cheadle som Rocket
- Damon Wayans som T-Bone
- Leon Robinson som Killer Bee
- Maria Conchita Alonso som Louisa Gomez
- Trinidad Silva som Leo 'Frog' Lopez
- Gerardo Mejia som Bird
- Mario Lopez som 21st Street Gang-medlem
- Karla Montana som Locita
- Sy Richardson som O.S.S. Sgt. Bailey
- Courtney Gains som Whitey